# Cascades Blencoe
Les cascades Blencoe són unes cascades segmentades al Blencoe Creek, situades a la regió del Far North de Queensland, Austràlia.

## Localització i característiques
Les cascades es troben al Parc nacional Girringun, prop de Tully, a uns 2 km al nord d'una confluència amb el rierol Blencoe i el riu Herbert. Des d'una elevació de 517 metres sobre el nivell del mar, l'aigua cau 320 metres d'altura, en una cascada inicial d'aproximadament 90 metres i després en una cascada de 230 metres, fins a la base de la gorga.
Es pot arribar fins a les cascades per carretera cap al mont Garnet per la Kennedy Highway. També es pot accedir per la carretera de la serralada Kirrama Range, que surt de Kennedy per la Bruce Higway. El mirador de les cascades Blencoe Falls es troba a uns 62 km a l'oest de Kennedy.
Els custodis tradicionals del terreny que envolta les cascades Blencoe són els aborígens australians Warungnu, alguns dels quals guien per sobre de les crestes de les cascades Blencoe fins a la part baixa de la gorga.
La segona temporada de Survivor: The Australian Outback es va filmar en una zona propera a les cascades.